# Psytalla
Psyttala es un género de la familia de las chinches asesinas (Reduviidae).

## Especies
Las especies que pertenecen al género Psyttalla son:
- Psyttala ducalis (Westwood, 1845)
- Psyttala dudgeoni Distant, 1919
- Psyttala horrida (Stål, 1865)
- Psyttala incognita Distant, 1919
- Psyttala johnstoni Distant, 1919
- Psyttala samwelli Distant, 1919